# I fucili
I fucili (Os Fuzis) è un film del 1964 diretto da Ruy Guerra.
Tra i film più noti del Cinema Novo, fu premiato al Festival internazionale del cinema di Berlino con un Orso d'argento.

## Trama
Un gruppo di soldati viene inviato a Milagres per proteggere un magazzino di cibo (posseduto da un influente politico) dai ripetuti assalti degli abitanti ridotti alla fame. Ai militari, completamente ubriachi e propensi a sparare a vista, si oppone un gruppo di persone guidate dal camionista Gaúcho, inorridito dalla passività degli abitanti di fronte ai soprusi subìti.

## Distribuzione

### Date di uscita
- 1964 in Brasile[6]
- 11 settembre 1968 in Svezia[6]
- 10 maggio 1974 negli Stati Uniti (The Guns)[6]

## Riconoscimenti
- 1964 - Festival internazionale del cinema di Berlino
  - Orso d'argento, gran premio della giuria [4][5]